# Nhân bản thú cưng
Nhân bản thú cưng là việc nhân bản một con vật nuôi.
Thú cưng được nhân bản thương mại đầu tiên là một con mèo tên là Little Nicky, được sản xuất vào năm 2004 bởi Genetic Savings & Clone cho một phụ nữ ở phía bắc Texas với mức phí 50.000 USD. Vào ngày 21 tháng 5 năm 2008 BioArts International đã công bố một dịch vụ nhân bản chó thương mại hạn chế thông qua một chương trình có tên Best Friends Again hợp tác với một công ty Hàn Quốc Sooam Biotech. Chương trình này được đưa ra trên thông báo về việc nhân bản thành công một con chó gia đình Missy, được công bố rộng rãi trong Dự án Missyplility. Vào tháng 9 năm 2009, BioArts tuyên bố chấm dứt dịch vụ nhân bản chó. Vào tháng 7 năm 2008, Đại học Quốc gia Seoul, giữ quyền đồng nhân bản - cha mẹ của Snuppy, được cho là con chó nhân bản đầu tiên trên thế giới vào năm 2005, đã tạo ra năm bản sao của một con chó tên Booger cho chủ sở hữu ở California. Người phụ nữ đã trả 50.000 đô la cho dịch vụ này.
Sooam Biotech tiếp tục phát triển các kỹ thuật độc quyền để nhân bản chó dựa trên giấy phép từ công ty con Start Licensing của ViaGen (sở hữu bằng sáng chế gốc để nhân bản cừu Dolly). Sooam đã tạo ra những chú chó nhân bản vô tính cho những người chủ có chó đã chết, tính phí 100.000 đô la một lần Sooam Biotech được báo cáo đã nhân bản 700 con chó vào năm 2015 và sẽ sản xuất 500 phôi nhân bản của nhiều loài trong một năm vào năm 2016. Vào năm 2015, khoảng thời gian dài nhất mà sau đó Sooam Biotech có thể nhân bản một chú chó con là 12 ngày kể từ cái chết của chú chó cưng ban đầu.
Mặc dù một con vật được nhân bản có thể giống với bản gốc hơn so với anh chị em của nó, nhưng thông thường nó sẽ chỉ tương tự như một cặp sinh đôi giống hệt nhau.